# Juliusz Klassykus
Iulius Classicus – galijski arystokrata z plemienia Trewerów, dowodził jako prefekt rzymskim oddziałem jazdy pomocniczej (auxilia), przyłączył się do powstania Batawów pod wodzą Juliusza Cywilisa w latach 69-70 n.e.
Juliusz Klassykus był przez długi czas dowódcą oddziału jazdy pomocniczej (auxilia) nad dolnym i środkowym Renem. W 69 n.e. walczył po stronie Witeliusza w jego kampanii w Italii. Fabiusz Walens wysłał go na czele jazdy trewerskiej do portu Forum Julii (obecnie Fréjus), gdy flota Othona zagroziła Galii Narbońskiej. W wyniku krwawego dla obu stron starcia, które miało miejsce prawdopodobnie 22 marca 69 n.e. na zachód od Albintimilium (obecnie Ventimiglia), niedaleko Menton, oddziały Klassykusa doznały klęski ze strony doświadczonych oddziałów pretoriańskich oraz kohort miejskich i wycofały się do Antypolis (obecnie Antibes).
W 70 n.e. przyłączył się do rewolty Batawów pod wodzą Cywilisa, gdy do Galii dotarły wiadomości o śmierci Witeliusza. Na tajnym spotkaniu w Colonia Agrippinensium (obecnie Kolonia) wspólnie z Juliuszem Sabinusem z plemienia Lingonów oraz Juliuszem Tutorem z plemienia Trewerów próbował przekonać inne plemiona (m.in. Ubiów i Tungrów) do współpracy. W planach spiskowców było utworzenie niezależnego państwa ("cesarstwa Galów"). Otwarte przystąpienie Klassyka i jego współpracowników do buntu Cywilisa nastąpiło po zamordowaniu Marka Hordeoniusza Flakkusa przez zdemoralizowane rzymskie oddziały, wtedy razem z Tutorem podstępem wywabił z obozu w Mogontiacum (obecnie Moguncja), a następnie kazał zabić legata Gajusza Diliusza Wokulę. Oddziałom rzymskim zaś nakazał odziany w odznaki rzymskiego naczelnego wodza złożyć przysięgę "na panowanie Galii". Potem udał się pod Castra Vetera (obecnie Xanten), gdzie bronił się Muniusz Luperkus oblegany przez Cywilisa. Klassykus zaproponował Luperkusowi przyłączenie się do "cesarstwa Galów", jednakże Luperkus odrzucił propozycję. Dopiero głód zmusił go do poddania się, natomiast stacjonujące w Castra Vetera wojska złożyły przysięgę Klassykusowi. W efekcie tych działań do rewolty przyłączyły się legiony I Germanica, IV Macedonica oraz XVI Gallica z Novaesium (obecnie Neuss), który został skierowany do Augusta Treverorum (obecnie Trewir).
Do stłumienia powstania Wespazjan wysłał z Italii Kwintusa Petyliusza Cerialisa na czele legionu XXI Rapax. Ponieważ powstańcy nie obsadzili przejść przez Alpy, Cerialis łatwo dotarł aż do Mogontiacum, gdzie dopiero napotkał opór Tutora. Po zwycięstwie nad Tutorem i pokonaniu Tulliusza Walentynusa pod Rigodulum (obecnie wieś Rigol) oraz zajęciu Augusta Treverorum przez Cerialisa, Klassykus i Cywilis wysłali do niego propozycję objęcia panowania nad Galią. Cerialis na ofertę nie odpowiedział, a otrzymany list z propozycją odesłał do Domicjana.
Za radą Tutora Cywilis i Klassykus zebrali siły i zaatakowali obóz Rzymian pod Augusta Treverorum. Cerialis po początkowym zaskoczeniu i zamieszaniu wśród galijskich wojsk pomocniczych, które przeszły wcześniej na jego stronę, opanował sytuację i pokonał powstańców. Powodzenie Cerialisa zmusiło Klassykusa i Tutora do przejścia na drugą stronę Renu na tereny Batawów. Cerialis wzmocniony legionami X Gemina i VI Victrix, przybyłymi z Hiszpanii oraz XIV Gemina ściągniętym z Brytanii, podzielił wojsko na cztery obozy i zaatakował wyspę Batawów u ujścia Renu. Cywilis również podzielił podległe mu siły na cztery grupy. Oddział podległy Klassykusowi atakował Rzymian obozujących w Grinnes. Przedłużające się walki skłoniły Cywilisa, Klassykusa i Tutora do poddania się i podjęcia rozmów pokojowych. Nie są znane dalsze losy Klassykusa. Prawdopodobnie został pojmany i stracony przez Wespazjana.
Udział Klassykusa w powstaniu Germanów i Galów odnotowuje Józef Flawiusz w swym dziele Wojna żydowska.
Klassykus miał córkę, która przebywała w Colonia Agrippinensium jako zakładniczka gwarantująca sojusz.

## Źródła
- Józef Flawiusz: Wojna żydowska. Z języka greckiego przełożył oraz wstępem i komentarzem opatrzył Jan Radożycki. Warszawa: Oficyna Wydawnicza Rytm, 1992. ISBN 83-85249-09-5.
- Tacyt: Dzieła. Tłumaczenie Seweryn Hammer. Warszawa: Czytelnik, 2004. ISBN 83-07-02993-7. Brak numerów stron w książce